# Сан-Микеле-аль-Адидже
Сан-Микеле-аль-Адидже (итал. San Michele all'Adige) — коммуна в Италии, располагается в провинции Тренто области Трентино-Альто-Адидже.
Население составляет 2622 человека (2008 г.), плотность населения составляет 495 чел./км². Занимает площадь 5 км². Почтовый индекс — 38010. Телефонный код — 0461.
Покровителем коммуны почитается святой архангел Михаил, празднование 29 сентября.

## Демография
Динамика населения:

## Администрация коммуны
- Официальный сайт: